# EN1-ST05
La route EN1-ST05 est une route reliant Praia à Cidade Velha dans l'île de Santiago au Cap-Vert.

## Présentation
La route s'étend de la périphérie ouest de la capitale Praia jusqu'à Cidade Velha.
Elle mesure 10 km de long. 
À Praia, elle se termine en croisant la ceinture circulaire de Praia (EN1-ST06).

## Tracé
- Praia
- São Martinho Grande
- Cidade Velha